# اوترسدورف
اوترسدورف (به آلمانی: Oettersdorf) یک شهر در آلمان است که در زاله-ارلا واقع شده‌است. اوترسدورف ۸۶۸ نفر جمعیت دارد.